# Luma (arna)
Luma és un gènere d'arnes de la família Crambidae. El gènere va ser creat per Francis Walker el 1863.

## Taxonomia
- Luma albifascialis Hampson, 1897
- Luma anticalis Walker, 1863
- Luma flavalis Hampson, 1893
- Luma flavimarginalis Hampson, 1907
- Luma holoxantha Hampson, 1907
- Luma longidentalis Hampson, 1903
- Luma macropsalis Hampson, 1897
- Luma obscuralis (Swinhoe, 1895)
- Luma sericea (Butler, 1879)
- Luma trimaculata Hampson, 1897
- Luma unicolor (Moore, 1886)